# Nova Brasília (Cariacica)
Nova Brasília é um bairro do município de Cariacica, Espírito Santo, Brasil.
Vizinho dos bairros Itanguá, Nova Valverde, Santa Cecília e Rio Branco, Nova Brasília tem atualmente cerca de 5.800 moradores, com renda média de R$ 900,00.